# Dmitri Alexandrowitsch Dolgow

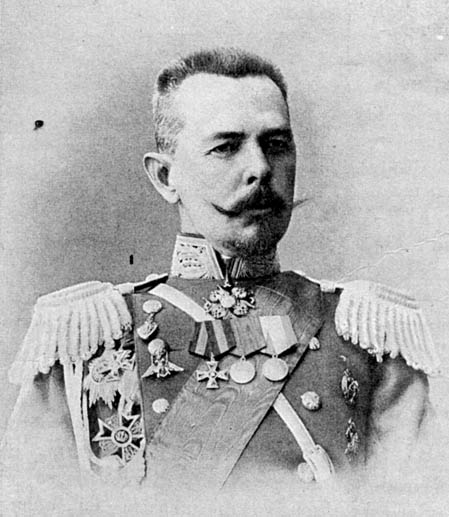
Generalleutnant Dmitri Alexandrowitsch Dolgow

Dmitri Alexandrowitsch Dolgow, russisch Дмитрий Александрович Долгов (* 18. Juli 1860 in Wosnessensk; † 23. September 1939 in Brüssel) war ein russischer General der Infanterie im Ersten Weltkrieg.

## Leben
Der 1840 geborene Dmitri Alexandrowitsch war der Sohn des Generalmajors Alexander Iwanowitsch Dolgow, der dem Adel der Provinz Moskauer entstammte. Er erhielt seine höhere Schulausbildung im Sankt Petersburger Militärgymnasium. Sein Bruder Alexander Dolgow wurde später wie er ebenfalls Generalleutnant und befehligte während des Ersten Weltkriegs die Artillerie mehrerer Armeekorps.

### Militärkarriere
Am 12. August 1876 wurde Dmitri Dolgow bei der Pawlowsker Militärschule eingeschrieben, wo er am 16. April 1878 als Fähnrich zur 24. Artillerie-Brigade ausgemustert wurde. Am 20. Dezember 1879 wurde er zum Secondeleutnant und 18. Dezember 1880 zum Leutnant befördert. Im Jahr 1882 bestand er die Aufnahmeprüfungen der Nikolajewer Akademie des Generalstabs, die er 1884 erfolgreich abschloss. Nach seinem Abschluss an der Akademie wurde er in den Generalstab versetzt und am 25. März 1884 zum Hauptmann befördert. Er wurde dann Mitglied im Kriegsrat des Militärbezirks Omsk, wo er ab  9. November zum Assistent des obersten Adjutanten des Bezirkskommandanten ernannt wurde und am 29. März 1885 zum Kapitän befördert wurde. Am 3. Oktober 1887 wurde er zum Chef der Operationsabteilung im Hauptquartiers des Festungsbereichs Kiew ernannt. Von 1. Oktober 1888 bis 1. Oktober 1889 befahl er eine Kompanie im 43. Infanterie-Bataillon und wurde am  1. April 1890 zum Oberstleutnant befördert und zum Chef für Sonderaufgaben unter dem Kommandeur des Militärbezirks Kazan ernannt.
Ab 4. Juli 1891 wurde er Stabsoffizier im Kommando der 42. Infanterie-Reserve-Brigade. Vom 1. Mai bis zum 7. September 1893 hatte er ein Bataillonkommando im 166. Infanterieregiment von  Rowno inne. Am 17. April 1894 wurde er zum Oberst befördert und am 25. Januar 1898 zum Stabschef der 42. Infanterie-Division ernannt. Am 7. Mai 1901 erhielt er das Kommando über das 131. Infanterie-Regiment von Tiraspol. Am 14. Juli 1903 wurde er zum Bezirkshauptmann des Bezirks Wilna ernannt und am 6. Dezember desselben Jahres zum Generalmajor befördert. Am 27. November 1905 wurde er zum Stabschef des XXI. Armeekorps ernannt und am 28. November 1908 übernahm er die Führung die 60. Infanterie-Brigade. Am 3. Juli 1910 wurde Dolgow zum Generalleutnant befördert und zum Kommandeur der 46. Infanterie-Division ernannt.

### Im Ersten Weltkrieg
Zu Beginn des Ersten Weltkrieges führte er in der Schlacht in Galizien die 46. Division im Verband des XXV. Armeekorps (Gen. der Inf. Sujew) bei der 5. Armee. Am 25. September 1914 erhielt er für die Organisation der Festung Osowiec den Orden des Heiligen Georg 4. Klasse zuerkannt. Am 24. Juni 1915 übernahm der die Führung des XIX. Armeekorps und zeichnete sich in der Schlacht um Schaulen (1915) aus. Am 16. November 1915 desselben Jahres wurde er in die Reserve des Hauptquartiers des Militärbezirks Petrograd versetzt. Anfang 1916 wurde er zum Befehlshaber des XXXVII. Armeekorps ernannt, bald darauf als Kommandant zum 7. Sibirischen Armeekorps der 12. Armee bei der Nordfront versetzt. Im selben Jahr wurde dieses Korps zur Südwestfront verschoben und beteiligte sich in Wolhynien an der Offensive gegen die Österreicher. Im September 1916 weigerten sich einige Teile des Korps, den Angriff fortzusetzen. Aufgrund dieses Vorfalls wurde Dolgow von seinem Posten entfernt und in die Reserve des Hauptquartiers des Militärbezirks Kiew versetzt.
Zuletzt in der Reserve des Hauptquartiers des Militärbezirks Moskau aufgeführt, wurde er am 15. Juni 1917 noch zum General der Infanterie befördert und dann nach Gewährung seiner Rente aus dem Dienst verabschiedet. Nach der Oktoberrevolution 1917 trat Dolgow freiwillig der Roten Armee bei, wurde dort als Vorstand einer militärhistorischen Kommission gelistet und blieb dort angestellt, um seine Kriegserfahrung von 1914–1918 zu vermitteln. Im Mai 1920 wurde er in den Außendienst der Roten Armee überstellt und stand der Kommission zur Verfügung, um die Einsatzsituation zur Übergabe von Tambow zu klären. Nach 1920 erhielt er die Erlaubnis, das Land zu verlassen, emigrierte nach Belgien, wo er 1939 im Brüsseler Exil verstarb.